# Sam Lowes
Sam Lowes, född 14 september 1990 i Lincoln, Lincolnshire, är en brittisk roadracingförare. Han blev världsmästare i Supersport säsongen 2013. Han tävlade det året i Supersport på en Yamaha YZF R6 för Yaknich Motorsport. Sedan 2014 kör Lowes Grand Prix Roadracing i Moto2-klassen undantaget 2017 då han tävlade i MotoGP som fabriksförare för Aprilia. Han är tvillingbror med Alex Lowes.

## Tävlingskarriär

### Supersport
Lowes gjorde debut i Supersport-VM 2009 på en Honda. Säsongen 2011 körde han hela VM-serien och blev sexa totalt. Säsongen 2012 tog han sina två första segrar och blev trea i mästerskapet. Till Supersport-VM 2013 bytte Lowes från Honda till Yamaha. Han tog snabbt kommandot och skaffade sig en stor VM-ledning efter seger i 4 av de 6 första deltävlingarna och säkrade VM-titeln i den näst sista deltävlingen.

### Moto2
Roadracing-VM 2014 gick Lowes över till Grand Prix-klassen Moto2. De två första åren tävlade han som fabriksförare för Speed Up. Första segern kom i Amerikas Grand Prix säsongen 2015 och han blev fyra i VM den säsongen. Han tecknade redan 2015 ett kontrakt på att 2017 köra i MotoGP för Aprilia Racing Team Gresini. Lowes fortsatte därmed i Moto2 2016 men körde istället en Kalex hos Gresini Racing. Han såg ut att kunna slåss om VM-titeln i början av säsongen, men av de tio sista deltävlingarna bröt han sex på grund av krascher och slutade femma i VM med två Grand Prix-segrar.

### MotoGP och åter till Moto2
Lowes gick Roadracing-VM 2017 upp i kungaklassen MotoGP som fabriksförare för Aprilia med Aleix Espargaró som stallkamrat. Lowes hade svårt att hålla sig på hjulen och tog endast 5 poäng vilket räckte till 25:e plats i VM. Trots ett tvåårigt kontrakt med Aprilia fick inte Lowes fortsatt förtroende utan återvände till Moto2-klassen säsongen 2018. Han kör en KTM för stallet Swiss Innovative Investors.

### VM-säsonger
| Säsong | Klass      | VM- plac. | Poäng | 1/2/3- platser | Starter | Motorcykel | Team                        | Startnr |
| ------ | ---------- | --------- | ----- | -------------- | ------- | ---------- | --------------------------- | ------- |
| 2009   | Supersport | -         | 0     | - / - / -      | 5       | Honda      |                             |         |
| 2010   | Supersport | 25        | 5     | - / - / -      | 1       | Honda      |                             |         |
| 2011   | Supersport | 6         | 129   | - / 3 / 3      | 12      | Honda      |                             |         |
| 2012   | Supersport | 3         | 172   | 2 / 4 / -      | 13      | Honda      |                             |         |
| 2013   | Supersport | 1         | 250   | 6 / 5 / 1      | 12      | Yamaha     | Yaknich Motorsport          | 11      |
| 2014   | Moto2      | 13        | 69    | - / - / -      | 18      | Speed Up   | Speed Up                    | 22      |
| 2015   | Moto2      | 4         | 186   | 1 / 1 / 3      | 18      | Speed Up   | Speed Up                    | 22      |
| 2016   | Moto2      | 5         | 175   | 2 / 2 / 2      | 18      | Kalex      | Federal Oil Gresini Moto2   | 22      |
| 2017   | MotoGP     | 25        | 5     | - / - / -      | 18      | Aprilia    | Aprilia Racing Team Gresini | 22      |
| 2018   | Moto2      |           |       |                |         | KTM        | Swiss Innovative Investors  | 22      |

## Framskjutna placeringar
Uppdaterad till 2021-05-03.
| Nr | Grand Prix | År   |
| -- | ---------- | ---- |
| 1  | Amerika    | 2015 |
| 2  | Spanien    | 2016 |
| 3  | Aragonien  | 2016 |
| 4  | Frankrike  | 2020 |
| 5  | Aragonien  | 2020 |
| 6  | Teruel     | 2020 |
| 7  | Qatar      | 2021 |
| 8  | Doha       | 2021 |

| Nr | Grand Prix | År   |
| -- | ---------- | ---- |
| 1  | Australien | 2015 |
| 2  | Argentina  | 2016 |
| 3  | Amerika    | 2016 |
| 4  | Tjeckien   | 2020 |
| 5  | Katalonien | 2020 |

| Nr | Grand Prix     | År   |
| -- | -------------- | ---- |
| 1  | Argentina      | 2015 |
| 2  | TT Assen       | 2015 |
| 3  | Aragonien      | 2015 |
| 4  | Italien        | 2016 |
| 5  | Tjeckien       | 2016 |
| 6  | Emilia-Romagna | 2020 |
| 7  | Portugal       | 2020 |
| 8  | Spanien        | 2021 |